# Zeynep Yetgil
Zeynep Yetgil, née le 10 octobre 2000 à Erzurum, est une lutteuse turque. 

## Carrière
Zeynep Yetgil est médaillée d'argent dans la catégorie des moins de 53 kg aux Jeux méditerranéens de 2022 à Oran et médaillée d'or dans la catégorie des moins de 55 kg aux Jeux de la solidarité islamique de 2021 à Konya.
Elle est médaillée de bronze dans la catégorie des moins de 53 kg aux Championnats d'Europe de lutte 2023 à Zagreb.